# 比奇鎮區 (阿肯色州米勒縣)
比奇鎮區（英語：Beech Township）是位於美國阿肯色州米勒縣的一個行政鎮區。

## 地方資料
比奇鎮區的面積為270.41平方千米，當中陸地面積為268.63平方千米，而水域面積為1.78平方千米。根據2010年美國人口普查的數據，當地共有人口3773人，而人口密度為每平方千米13.95人。